# Русениха (Воскресенський район)
Русениха (рос. Русениха) — присілок в Воскресенському районі Нижньогородської області Російської Федерації.
Населення становить 168 осіб. Входить до складу муніципального утворення Капустихинська сільрада.

## Історія
Від 2009 року входить до складу муніципального утворення Капустихинська сільрада.

## Населення
| 1999 | 2002 | 2010 |
| ---- | ---- | ---- |
| 236  | ↘203 | ↘168 |